# Liste der Biografien/Hany
Liste der Biografien |
Portal Biografien |
Personensuche
# |
A |
B |
C |
D |
E |
F |
G |
H |
I |
J |
K |
L |
M |
N |
O |
P |
Q |
R |
S |
T |
U |
V |
W |
X |
Y |
Z |
?
 
Ha |
Hd |
He |
Hi |
Hj |
Hk |
Hl |
Hm |
Hn |
Ho |
Hr |
Hs |
Ht |
Hu |
Hv |
Hw |
Hy
 
Haa |
Hab |
Hac |
Had |
Hae–Haf |
Hag |
Hah |
Hai |
Haj |
Hak |
Hal |
Ham |
Han |
Hao |
Hap |
Haq |
Har |
Has |
Hat |
Hau |
Hav |
Haw |
Hax |
Hay |
Haz
 
Hana |
Hanb |
Hanc |
Hand |
Hane |
Hanf |
Hang |
Hanh |
Hani |
Hanj |
Hank |
Hanl |
Hanm |
Hann |
Hano |
Hanp |
Hanq |
Hanr |
Hans |
Hant |
Hanu |
Hanv |
Hanw |
Hanx |
Hany |
Hanz
Die Liste der Biografien führt alle Personen auf, die in der deutschsprachigen Wikipedia einen Artikel haben. Dieses ist eine Teilliste mit 12 Einträgen von Personen, deren Namen mit den Buchstaben „Hany“ beginnt.

## Hany
- Häny, Arthur (1924–2019), Schweizer Schriftsteller und Übersetzer
- Hany, Doha (* 1997), ägyptische Badmintonspielerin
- Hany, Ernst (* 1958), deutscher Psychologe
- Hany, Mayar (* 1997), ägyptische Squashspielerin
- Hany, Noha (* 2001), ägyptische Florettfechterin
- Hany, Salma (* 1996), ägyptische Squashspielerin
- Hany, Urs (* 1955), Schweizer Politiker (CVP)

### Hanya
- Han’ya, Yōsuke (* 1999), japanischer Fußballspieler

### Hanyb
- Hanybal (* 1983), deutscher Gangsta-RapperHanybal (* 1983)

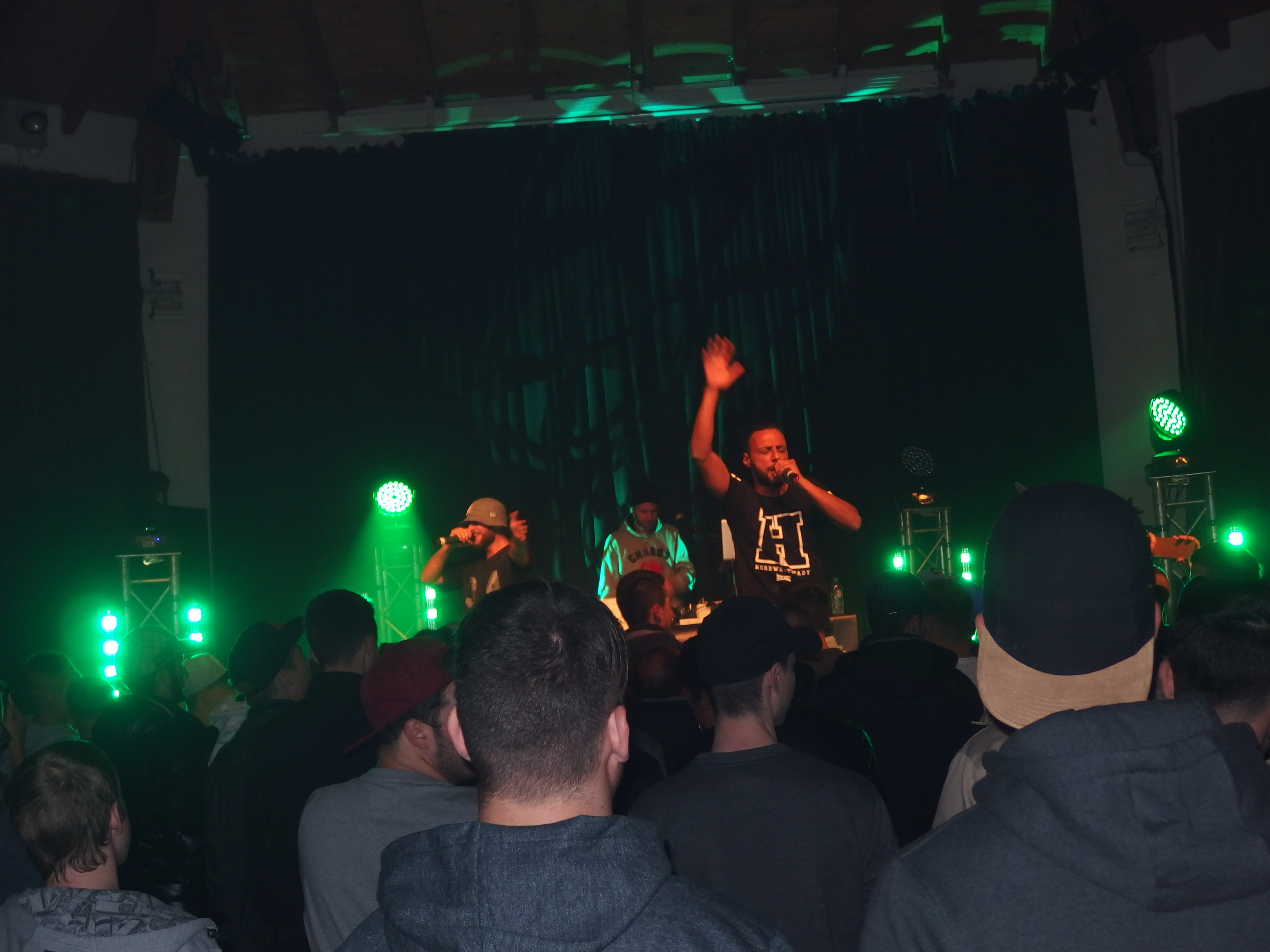
Hanybal (* 1983)

### Hanyu
- Hanyū, Naotake (* 1979), japanischer Fußballspieler
- Hanyū, Yuzuru (* 1994), japanischer Eiskunstläufer
- Hanyūda, Yuzuru (* 1976), japanischer Skeletonfahrer